# 한계이익
한계이익(marginal profit)는 관리 회계 개념 중의 하나로, 매출액에서 변동비를 뺀 값이다. 한계 이익을 매출로 나눈 값을 한계이익률 (marginal profit ratio)라고 하며 매출이 1단위 증가함에 따라 증가하는 이익이다.
한계이익에는 고정비가 포함되어 있다. 다음 식으로 표현된다.
- 한계이익 = 매출 - 변동비
- 한계이익 = 고정비 + 이익

한편 고정비의 회수에 공헌하는 것으로부터, 공헌이익 (contribution margin)이라고도 한다. 다만, 회계학상 상품별 한계이익에서 개별 상품 판매에 직접 관여한 고정비를 추가로 뺀 것을 공헌이익이라고 부르기도 한다.

## 영업 부문의 한계이익 계산
매입판매회사 등의 영업부문에서는 한계이익의 의미가 조금 다른데, 이 경우에는 관리회계 상의 소위 매출총이익을 나타내며, 다음과 같이 계산한다.
- 한계이익 (매출총이익) = 매출 - 상품 구입가
- 한계이익률(매출총이익률) = 한계이익/매출액

변동비가 상품 구입가만 있으므로, 이들은 위에 나타낸 값과 같다.

## 관련 항목
- 손익 분기점
- 수익성 분석
- 한계 (경제학)